# 德瓦 (吉普斯夸省)
德瓦（西班牙語：Deva）是西班牙巴斯克自治区吉普斯夸省的一个市镇。总面积50平方公里，总人口5185人（2001年），人口密度104人/平方公里。

## 友好城市
- 法國 康博莱班